# Стемасс
Стемасс — село в Вешкаймском районе Ульяновской области России. Административный центр Стемасского сельского поселения.

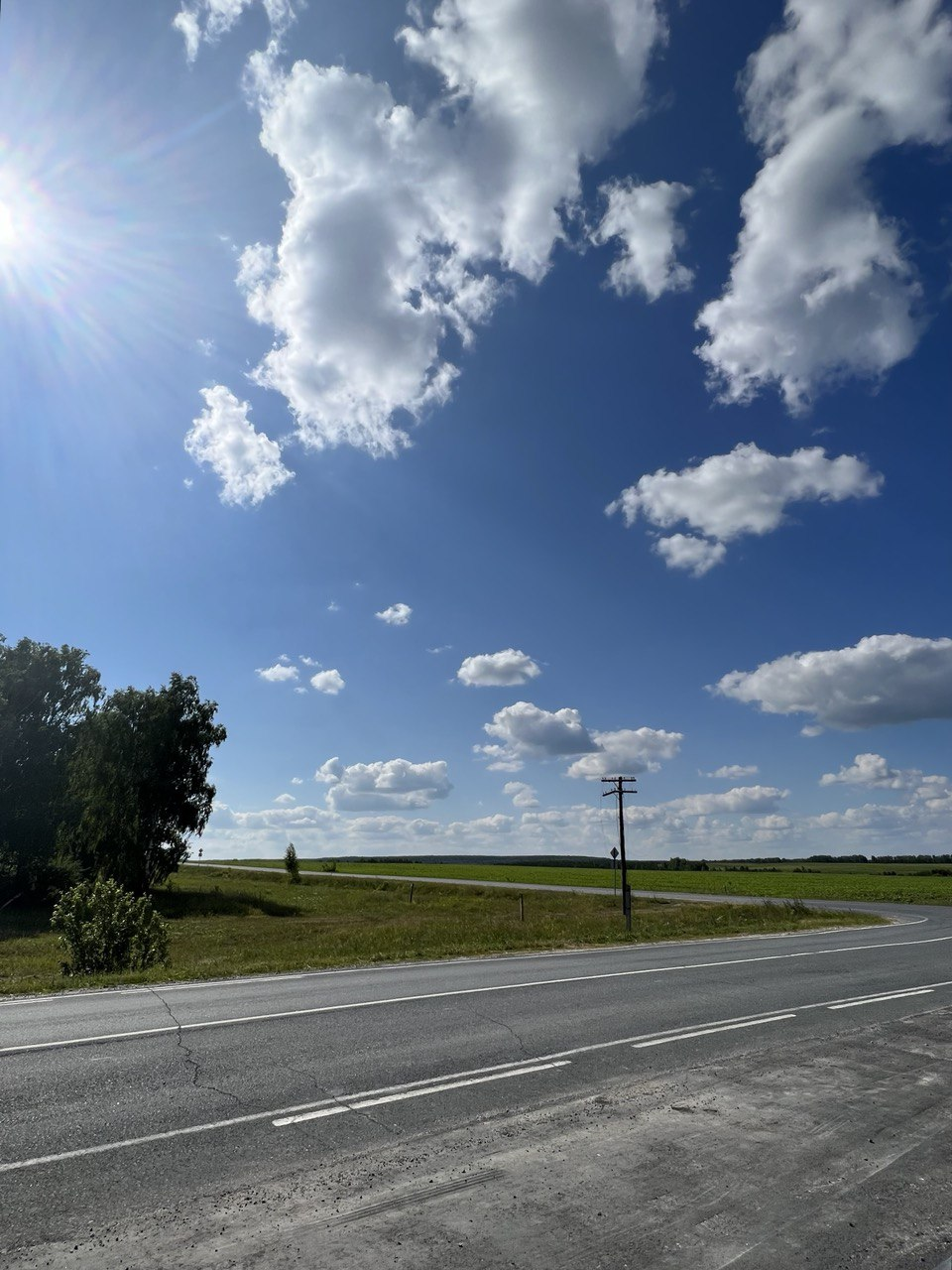
Дорога при продъезде к с.Стемасс

## География
Село находится в северо-западной части Ульяновской области, в лесостепной зоне, в пределах Приволжской возвышенности, на берегах реки Стемасс, на расстоянии примерно 19 километров (по прямой) к юго-востоку от Вешкаймы, административного центра района. Абсолютная высота — 157 метров над уровнем моря.
Климат
Климат характеризуется как умеренно континентальный, с тёплым летом и умеренно холодной зимой. Средняя температура воздуха самого тёплого месяца (июля) — 20,4 °C (абсолютный максимум — 38 °C); самого холодного (января) — −14 °C (абсолютный минимум — −48 °C). Среднегодовое количество атмосферных осадков составляет 395—521 мм. Снежный покров образуется в конце ноября и держится в течение 128 дней.
Часовой пояс
Село Стемасс, как и вся Ульяновская область, находится в часовой зоне МСК+1. Смещение применяемого времени относительно UTC составляет +4:00.

## История
Основано в конце XVII века крестьянами из с. Стемас (ныне Стемасы) Алатырского уезда. 
В 1845 году прихожанами и помещиком Н. А. Саврасовым был построен деревянный храм. Престолов в нем два: главный (холодный) в честь Казанской иконы Божией Матери и в приделе (теплый) во имя Святителя и Чудотворца Николая. 
На 1859 год село Стемас, на коммерческом тракте из г. Симбирска в г. Пензу, в 1-м стане Карсунский уезд Симбирская губерния, имелась церковь. 
В 1865 году в Стемасе открылась церковно-приходская школа, которую возглавил местный приходской священник В.Таланов.  
В 1913 году в русском селе Стемас (Никольское) было 187 дворов, 434 жит., Никольская церковь (1845), школа, 2 мельницы, центр плотницкого ремесла. 
В начале 1918 года в селе был создан сельсовет. 
В 1926 году в селе Стемас — 245 дворов и 1261 человек, имелась школа первой ступени. 
На 1930 год село Стемас — административный центр Стемасского сельсовета Майнского района, куда входили: с. Стемас, два Лесных кордона и хутор Эстонцев. В селе жили 1586 человек. 
В 1930 году организован колхоз «Волна революции» (в 1951 г. в его состав вошёл колхоз «Красная Эстония»), который в 1959 году стал называться колхоз «Первое Мая», объединив соседние колхозы «Большевик» (село Канабеевка), «1 мая» (село Араповка). 
С 1935 года, по ошибке или специально, село стали писать с двумя буквами "с", как и другие названия населённых пунктов оканчивающиеся на букву "с", например Шлемасс и другие. 
В 1937—1958 годах работала МТС. 
В годы Великой Отечественной войны погибло и пропало без вести около 100 жителей села. В селе установлен памятник-обелиск, на котором выбиты все имена односельчан, не вернувшихся с войны. 
Со второй половины 50-х годов в селе действует фельдшерский пункт. Работает библиотека, филиал «Ростелеком», в прошлом АТС, открывшийся в 1962 году. В 1964 году построено большое здание сельского дома культуры. В 1981 году открыта и до сих пор работает подстанция. В 1981 года заработал детский сад, с 1988 года он переезжает в новое современное здание и называется «Солнышко» (в 2009 г. его закрыли). С 1987 года в селе действует средняя общеобразовательная школа. В октябре 2012 году в селе открыли МЧС пожарную часть № 114. 
С 1992 года в селе находилась центральная усадьба СХПК «Горизонт», весной 2005 г. официально ликвидировано хозяйство «Горизонт – М». 
В 1996 году население 460 чел., преимущ. русские. Центр СПК "Горизонт", школа, Дом культуры, б-ка.

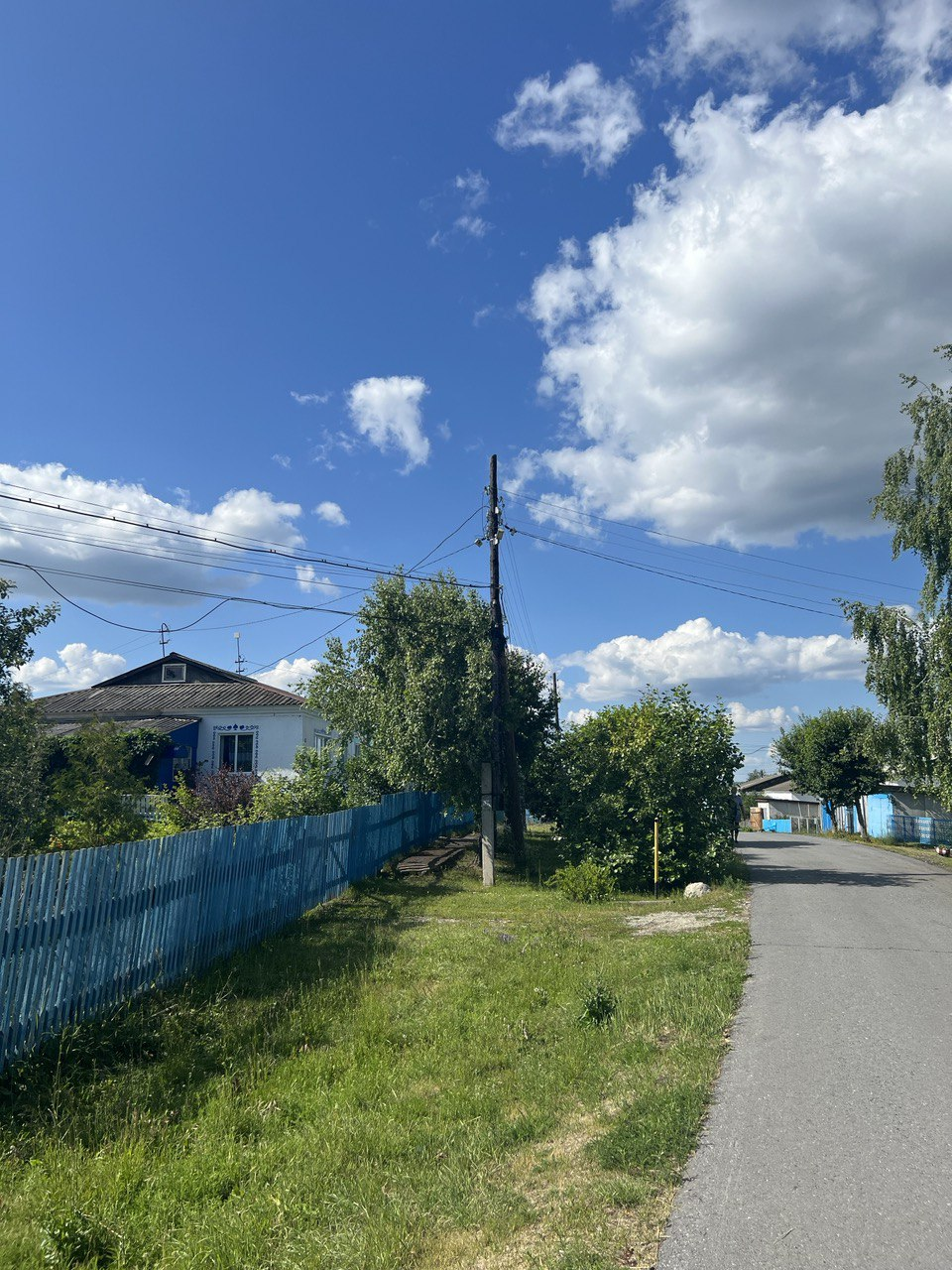
Улица Центральный массив с.Стемасс

## Население
| 2010 |
| ---- |
| 321  |

Национальный состав
Согласно результатам переписи 2002 года, в национальной структуре населения русские составляли 88 % из 495 чел.

## Известные уроженцы
- Гришин, Александр Сергеевич (Герой Советского Союза).

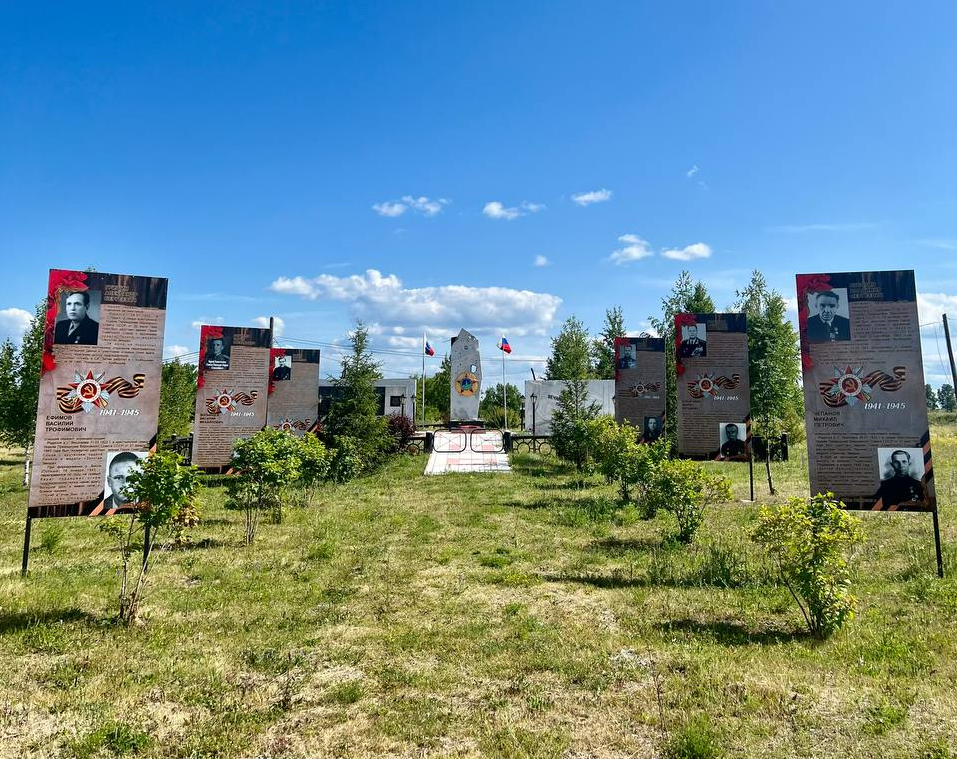
Памятник войнам ВОВ в с.Стемасс

- Жидков, Николай Петрович.

## Достопримечательности
Памятник воинам, погибшим в Великую Отечественную.  
Стемасский пруд.   

## Примечания

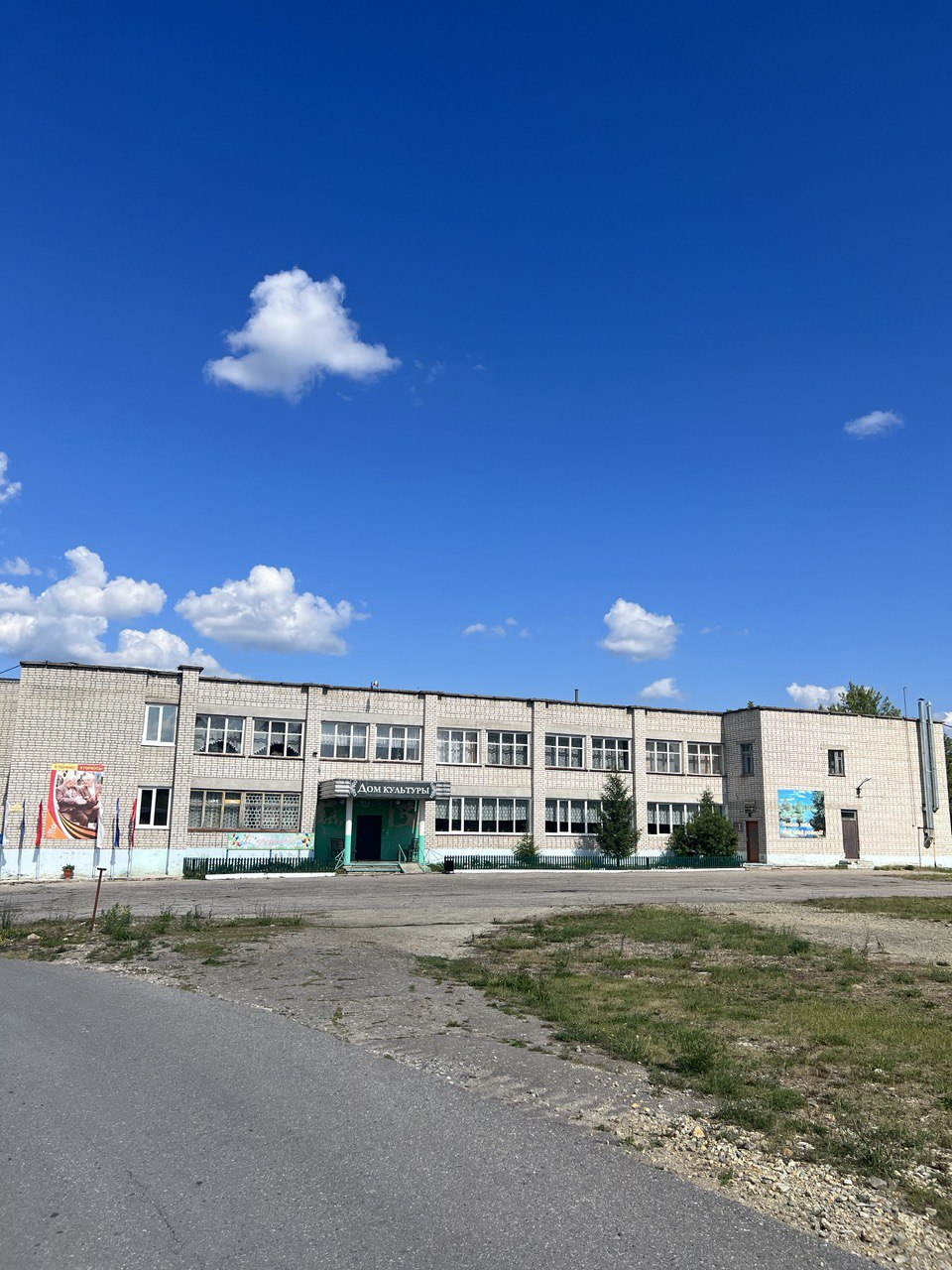
Дом культуры с.Стемасс

## Ссылки

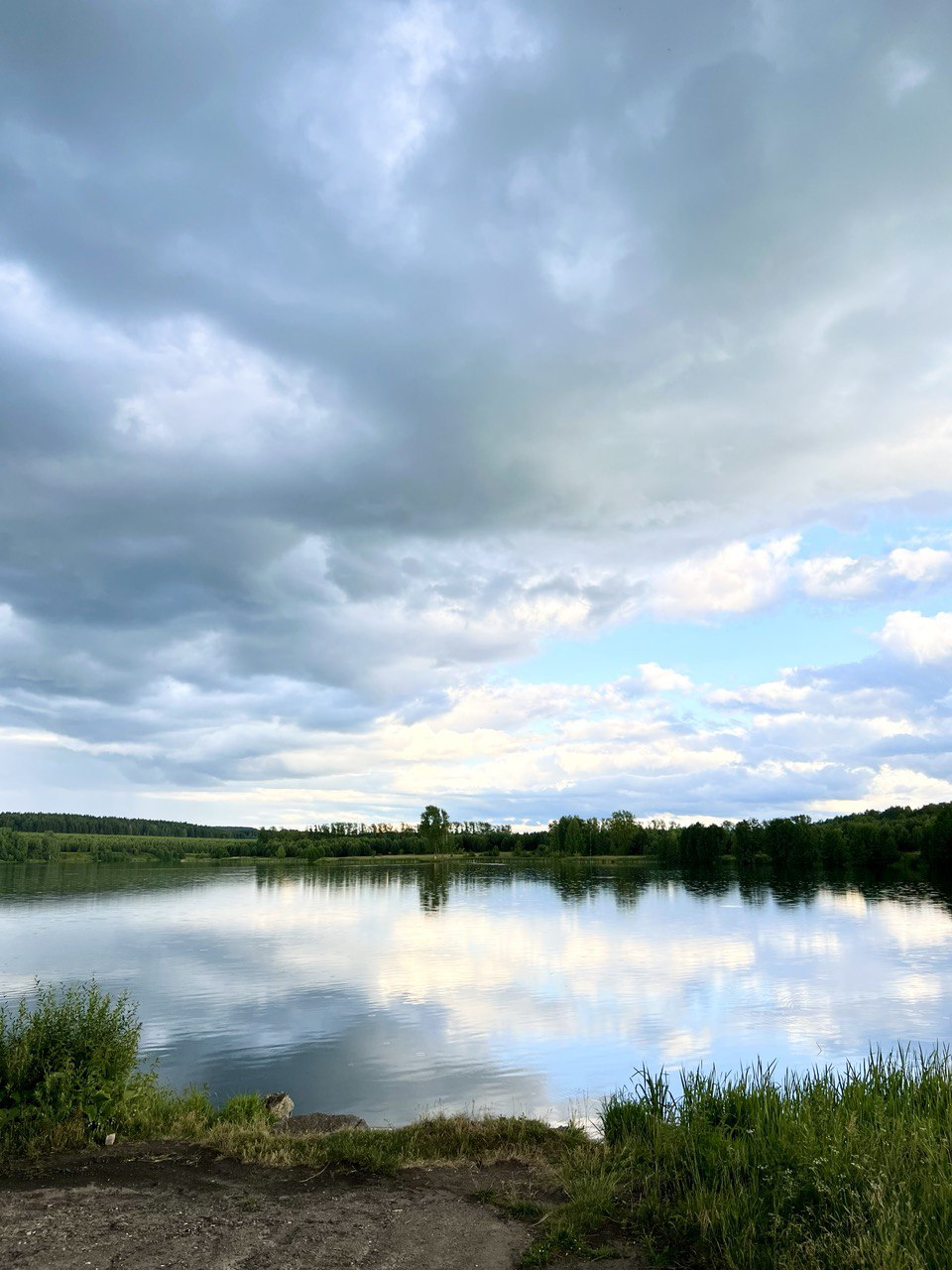
Стемасский пруд